# Suore carmelitane delle Grazie
Le suore carmelitane delle Grazie sono un istituto religioso femminile di diritto pontificio: le suore di questa congregazione pospongono al loro nome la sigla C.S.C.d.G.

## Storia
La congregazione fu fondata da Caterina Mazzoni: dopo la morte del marito e di tre delle sue figlie, decise di entrare nel terz'ordine carmelitano e il 15 ottobre 1723 vestì l'abito religioso nella chiesa di Santa Maria delle Grazie a Bologna e, in omaggio a santa Maria Maddalena de' Pazzi, prese il nome di Maria Maddalena.
Riunì poi una piccola comunità per l'educazione delle bambine bisognose e l'8 maggio 1724, insieme con cinque o sei compagne, diede inizio al "Piccolo Carmelo" o "Carmelino di Maria".
La comunità fu approvata da Prospero Lambertini, arcivescovo di Bologna, l'8 febbraio 1735; il 15 aprile 1744 lo stesso Lambertini, divenuto nel 1740 papa Benedetto XIV, introdusse la clausura, tolta da papa Benedetto XV nel 1911, quando il monastero divenne casa madre per altre fondazioni.
L'aggregazione della congregazione all'ordine carmelitano è stata rinnovata il 16 settembre 1900.

## Attività e diffusione
Le suore si dedicano all'istruzione e all'educazione cristiana della gioventù.
Sono presenti in varie località emiliane; la sede generalizia è a Bologna.
Alla fine del 2008 la congregazione contava 20 religiose in 5 case.